# Parnassius mnemosyne

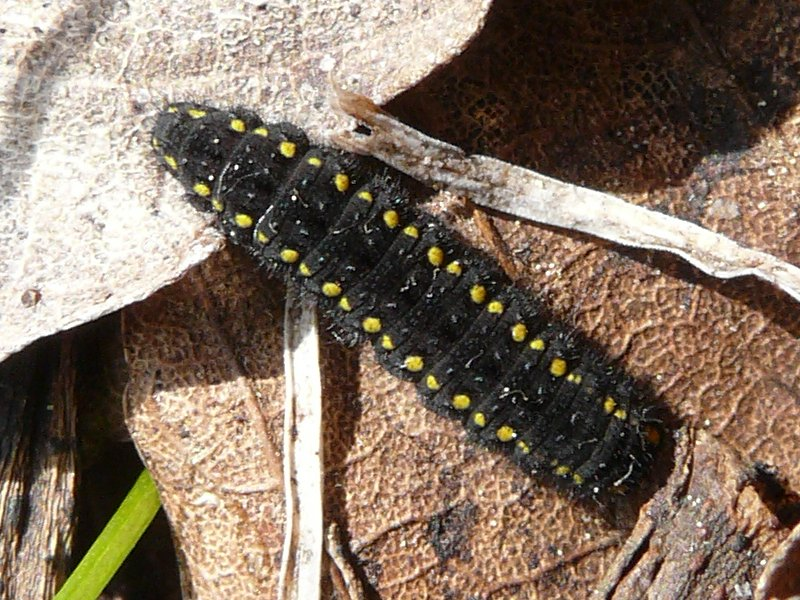
Oruga.

La mnemosine o blanca de Asso (Parnassius mnemosyne) es una especie de lepidóptero ditrisio de la familia Papilionidae, presente en los principales macizos montañosos de Europa, incluidos los Pirineos.

## Descripción
Se trata de un papiliónido relativamente pequeño, que puede alcanzar una envergadura de unos 6 cm. Difiere de las demás especies del género Parnassius por la ausencia casi total de ornamentación en sus alas, que son casi uniformemente blancas, con tan solo dos manchas negras en la celda del ala anterior y una amplia difusión oscura en el borde ventral del ala posterior. La extremidad de las alas anteriores muestra un amplio margen grisáceo. La especie que más se le parece y con la que podría eventualmente confundirse es Aporia crataegi, que no presenta manchas en sus alas. 
La oruga es negra, muy parecida a la oruga de Parnassius apollo, y, como ella, tiene a cada lado filas de manchas amarillas o anaranjadas. Es, sin embargo, más pequeña y las manchas tienen una forma más angular (son redondeadas en P. apollo).

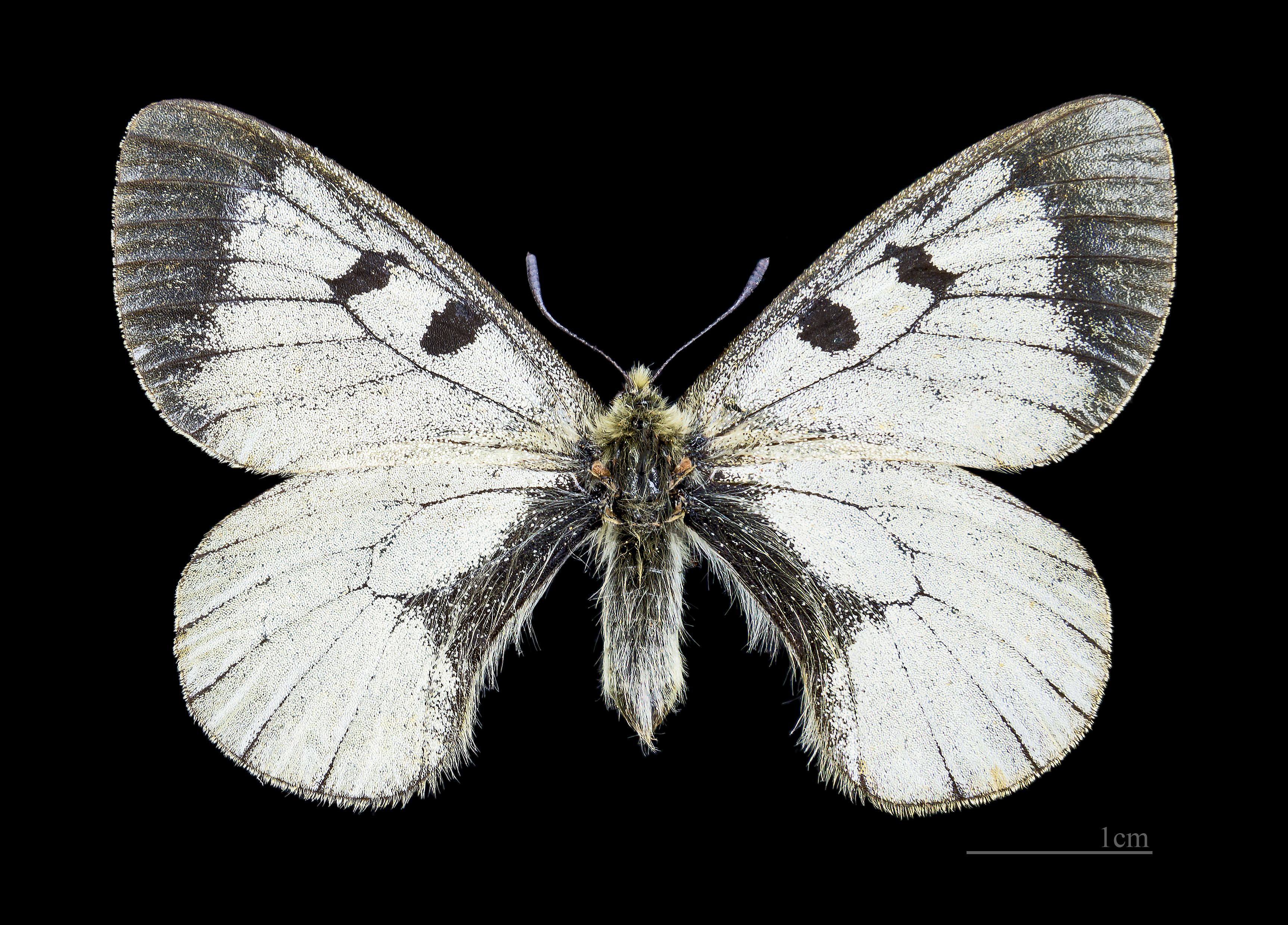
♂
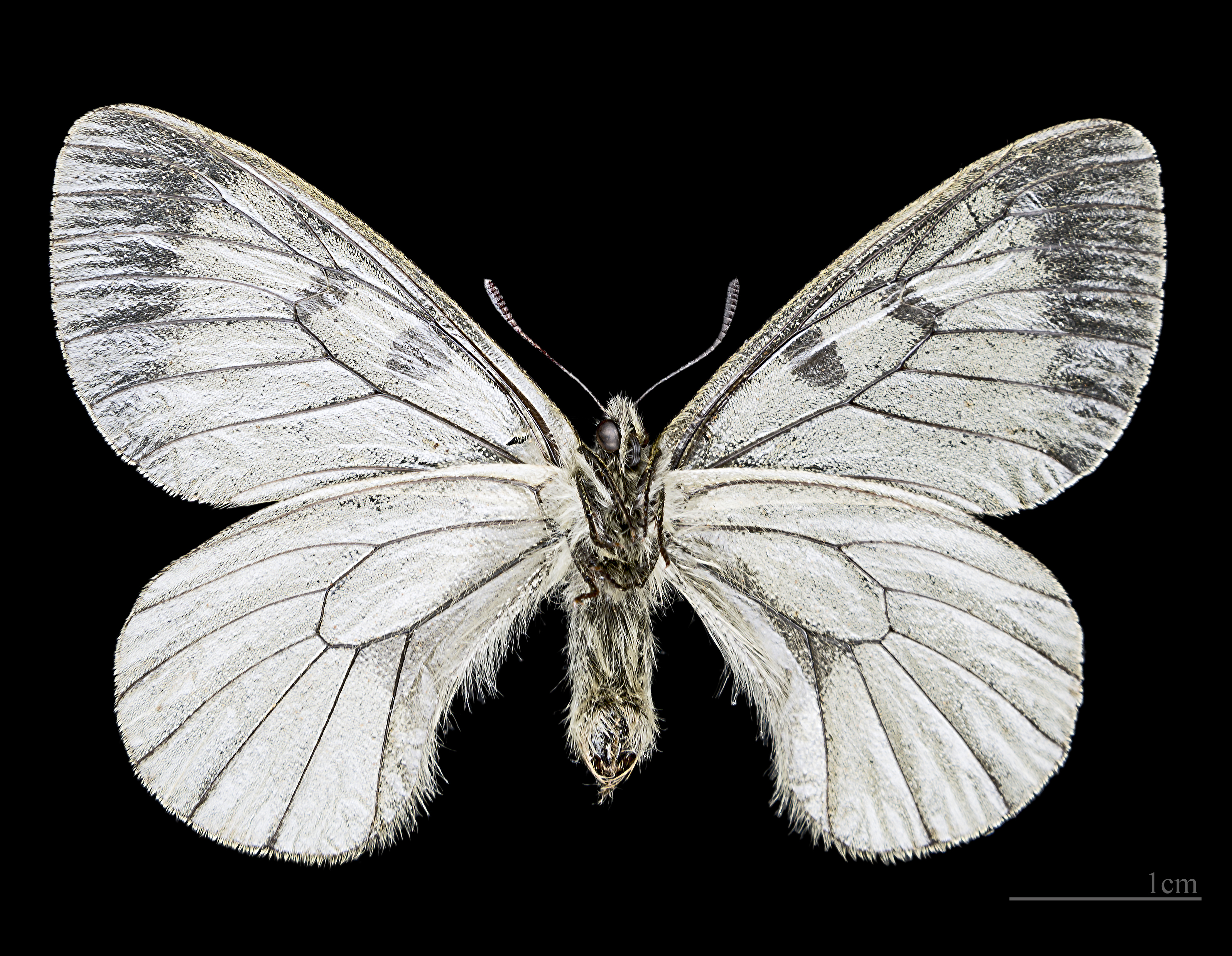
♂ △.
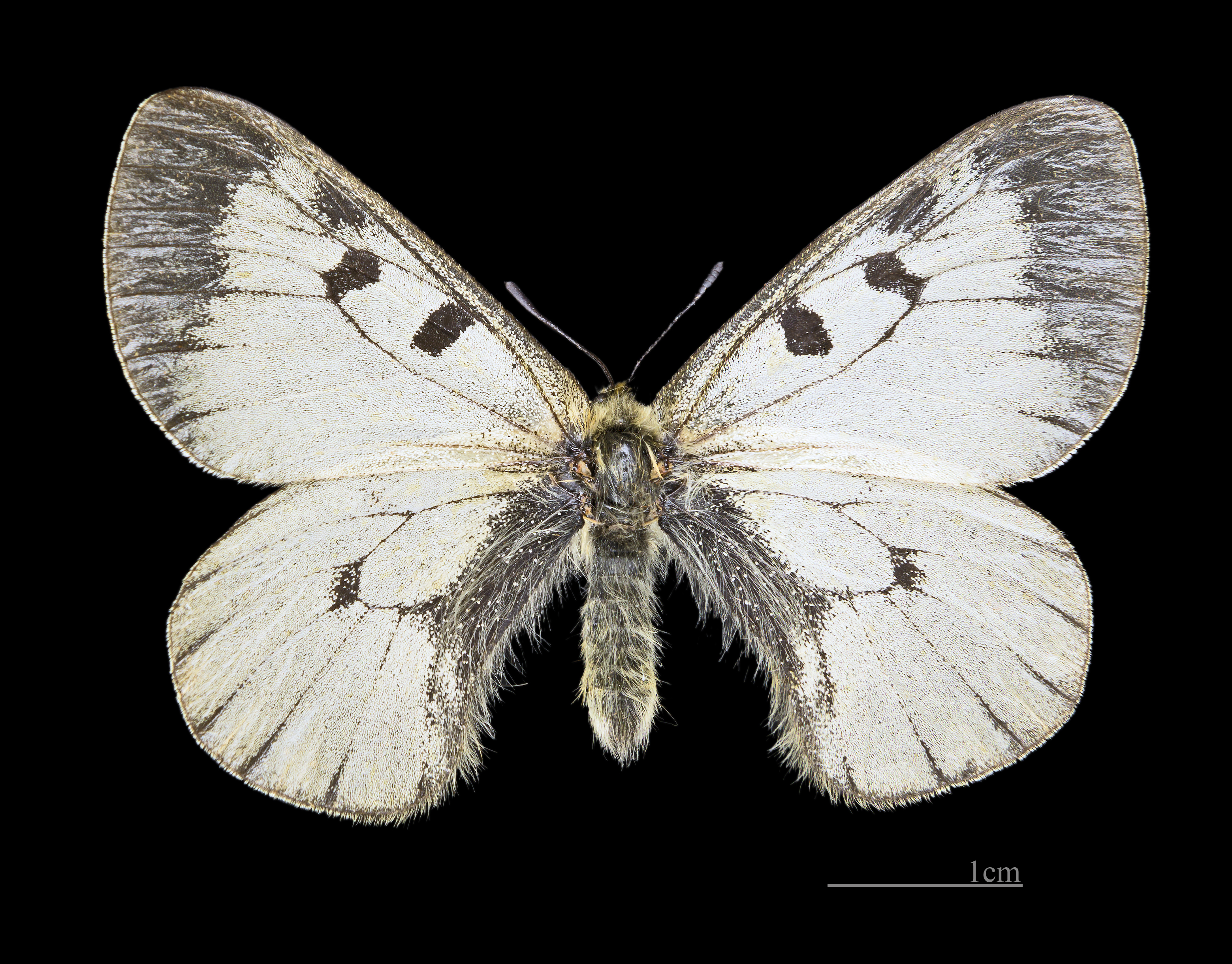
♀
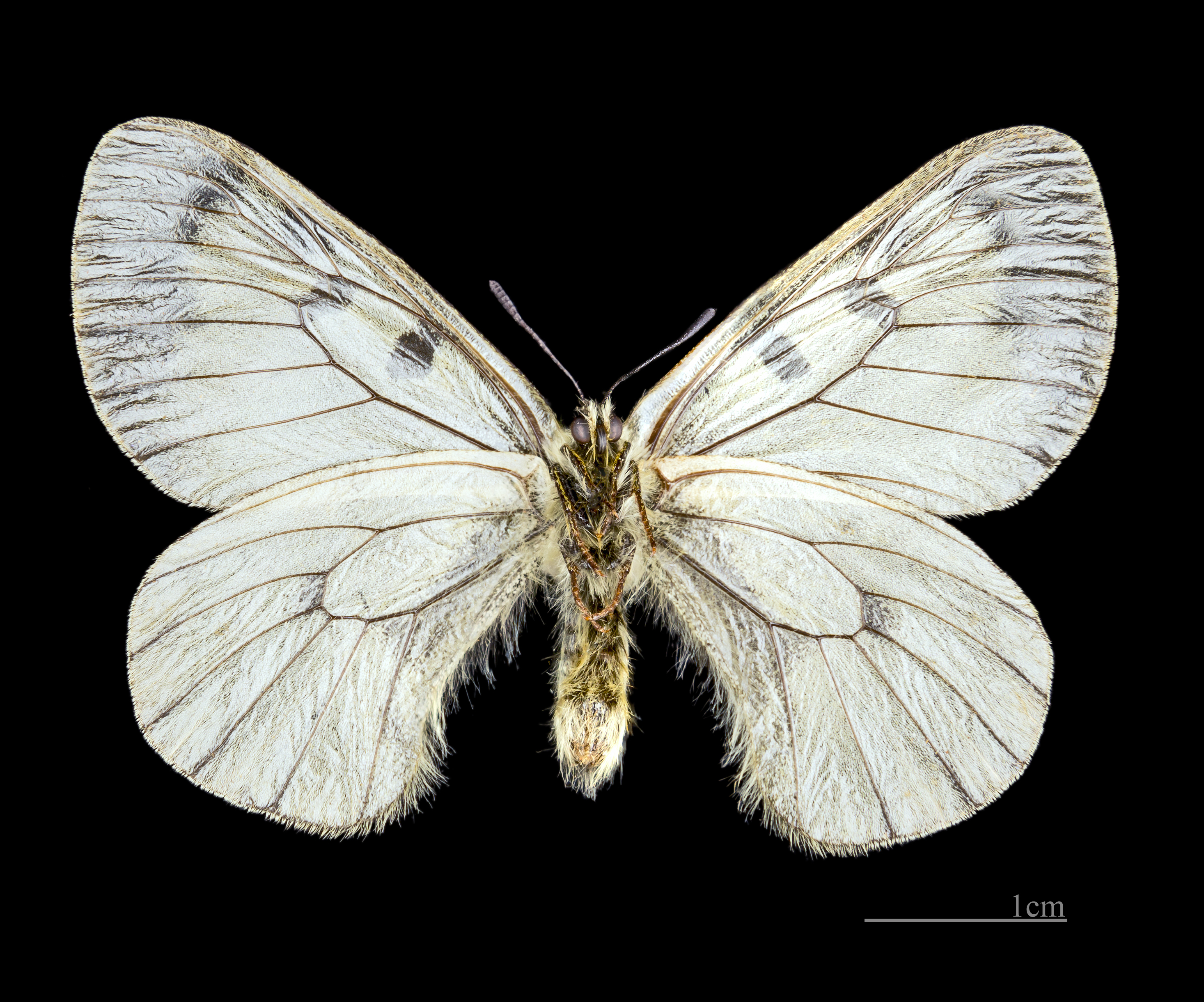
♀ △.

## Área de distribución
Se trata de una especie con un área de distribución boreo-alpina, presente en la mayoría de los macizos montañosos de Europa Central y Oriental, entre 1.000 y 2.000 m, y en zonas de menor altitud más al norte. Hacia el este alcanza Asia Central (Tian Shan). Alcanza, en los Pirineos, su límite occidental y está totalmente ausente del resto de la península ibérica.

## Hábitat
La mnemosine se observa más bien a altitudes intermedias en los macizos montañosos de Europa Central (piso montano), observándose en claros de bosques y zonas más o menos abiertas y arbustivas. En los Pirineos, se trata de una especie más bien propia de los pisos alpino y subalpino.

## Ciclo vital
Tan solo se observa una única generación que vuela de junio a julio. Pasa el invierno como oruga, semienterrada al pie de su planta nutricia. Las orugas se alimentan principalmente de especies del género Corydalis (Papaveraceae).